# Seven de Singapur 2004
El Seven de Singapur de 2004 fue la segunda edición del torneo de rugby 7, fue el sexto torneo de la temporada 2003-04 de la Serie Mundial Masculina de Rugby 7.
Se disputó en la instalaciones del Estadio Nacional de Singapur.

## Fase de grupos

### Grupo A
| Equipo        | Encuentros | Encuentros | Encuentros | Encuentros | Tantos  | Tantos    | Tantos     | Puntos |
| Equipo        | jugados    | ganados    | empatados  | perdidos   | a favor | en contra | diferencia | Puntos |
| ------------- | ---------- | ---------- | ---------- | ---------- | ------- | --------- | ---------- | ------ |
| Argentina     | 3          | 3          | 0          | 0          | 82      | 17        | 65         | 9      |
| Nueva Zelanda | 3          | 2          | 0          | 1          | 88      | 33        | 55         | 7      |
| Escocia       | 3          | 1          | 0          | 2          | 78      | 58        | 20         | 5      |
| Malasia       | 3          | 0          | 0          | 3          | 7       | 147       | -140       | 3      |

Nota: Se otorgan 3 puntos al equipo que gane un partido, 2 al que empate y 1 al que pierda

### Grupo B
| Equipo     | Encuentros | Encuentros | Encuentros | Encuentros | Tantos  | Tantos    | Tantos     | Puntos |
| Equipo     | jugados    | ganados    | empatados  | perdidos   | a favor | en contra | diferencia | Puntos |
| ---------- | ---------- | ---------- | ---------- | ---------- | ------- | --------- | ---------- | ------ |
| Francia    | 3          | 2          | 1          | 0          | 91      | 21        | 70         | 8      |
| Inglaterra | 3          | 2          | 1          | 0          | 68      | 19        | 49         | 8      |
| Japón      | 3          | 1          | 0          | 2          | 34      | 75        | -41        | 5      |
| Hong Kong  | 3          | 0          | 0          | 3          | 17      | 95        | -78        | 3      |

### Grupo C
| Equipo    | Encuentros | Encuentros | Encuentros | Encuentros | Tantos  | Tantos    | Tantos     | Puntos |
| Equipo    | jugados    | ganados    | empatados  | perdidos   | a favor | en contra | diferencia | Puntos |
| --------- | ---------- | ---------- | ---------- | ---------- | ------- | --------- | ---------- | ------ |
| Sudáfrica | 3          | 3          | 0          | 0          | 116     | 22        | 94         | 9      |
| Samoa     | 3          | 2          | 0          | 1          | 91      | 40        | 51         | 7      |
| Canadá    | 3          | 1          | 0          | 2          | 69      | 53        | 16         | 5      |
| Singapur  | 3          | 0          | 0          | 3          | 7       | 168       | -161       | 3      |

### Grupo D
| Equipo         | Encuentros | Encuentros | Encuentros | Encuentros | Tantos  | Tantos    | Tantos     | Puntos |
| Equipo         | jugados    | ganados    | empatados  | perdidos   | a favor | en contra | diferencia | Puntos |
| -------------- | ---------- | ---------- | ---------- | ---------- | ------- | --------- | ---------- | ------ |
| Fiyi           | 3          | 3          | 0          | 0          | 83      | 31        | 52         | 9      |
| Australia      | 3          | 2          | 0          | 1          | 59      | 45        | 14         | 7      |
| Corea del Sur  | 3          | 1          | 0          | 2          | 40      | 57        | -17        | 5      |
| Estados Unidos | 3          | 0          | 0          | 3          | 19      | 68        | -49        | 3      |

## Fase Final

### Cuartos de final
| 4 de abril | Sudáfrica | 21 - 7 | Australia |  |  |

| 4 de abril | Francia | 20 - 17 | Nueva Zelanda |  |  |

| 4 de abril | Argentina | 21 - 0 | Inglaterra |  |  |

| 4 de abril | Samoa | 15 - 5 | Fiyi |  |  |

### Semifinal
| 4 de abril | Sudáfrica | 24 - 0 | Francia |  |  |

| 4 de abril | Argentina | 7 - 0 | Samoa |  |  |

### Final
| 4 de abril | Sudáfrica | 24 - 19 | Argentina |  |  |

| Bandera de Sudáfrica   |
| Campeón Sudáfrica      |
| 2º título del circuito |